# Вэйшань-И-Хуэйский автономный уезд
Вэйшань-И-Хуэйский автономный уезд (кит. упр. 巍山彝族回族自治县, пиньинь Wēishān Yízú Huízú zìzhìxiàn) — автономный уезд Дали-Байского автономного округа провинции Юньнань (КНР).

## История
После монгольского завоевания государства Дали здесь в 1274 году была создана Мэнхуаская управа (蒙化府). Во времена империи Цин она была в 1770 году понижена в статусе, став Мэнхуаским комиссариатом (蒙化厅). После Синьхайской революции в Китае была проведена реформа структуры административного деления, в ходе которой комиссариаты были упразднены, и поэтому в 1912 году Мэнхуаский комиссариат был преобразован в уезд Мэнхуа (蒙化县).
После вхождения провинции Юньнань в состав КНР в 1950 году был образован Специальный район Дали (大理专区), и уезд вошёл в его состав.
30 июня 1954 года уезд Мэнхуа был переименован в Вэйшань (巍山县).
Постановлением Госсовета КНР от 16 ноября 1956 года Специальный район Дали был преобразован в Дали-Байский автономный округ; уезд Вэйшань был при этом разделён на Вэйшань-Ийский автономный уезд (巍山彝族自治县) и Юнцзян-Хуэйский автономный уезд (永建回族自治县).
В сентябре 1960 года Вэйшань-Ийский автономный уезд и Юнцзян-Хуэйский автономный уезд были объединены в Вэйшань-И-Хуэйский автономный уезд.

## Административное деление
Уезд делится на 4 посёлка и 6 волостей.